# Andrés Rivero Agüero
Andrés José Rivero Agüero (San Luis, Oriente, Cuba, 4 de febrero de 1905 - Miami, 8 de noviembre de 1996) fue un político y abogado cubano, elegido presidente de Cuba en plena guerra civil apenas dos meses antes del triunfo de la Revolución cubana. Nunca llegó a asumir el cargo.

## Biografía
Nació el 4 de febrero de 1905 en un bohío en el barrio de Burene, municipio de San Luis, en la provincia de Oriente (actual provincia de Santiago de Cuba), cerca de su capital Santiago de Cuba.
Estudió el bachillerato en Santiago de Cuba, y se graduó de abogado en la Universidad de La Habana en 1934. Fue elegido representante comunal en Santiago de Cuba, y rápidamente se hizo líder del Partido Liberal, y amigo de Fulgencio Batista. Durante el primer gobierno de Batista (1940-1944), Rivero Agüero fue Ministro de Agricultura y de Salubridad, e implementó un plan de entrega de tierras a campesinos en el Oriente. Fue embajador en Perú de 1943-1944.
Mientras el general Batista estuvo fuera de la presidencia, entre 1944 y 1952, Rivero Agüero ejerció su profesión de abogado y escribió varios artículos sobre política publicados en los periódicos. Apoyó el Golpe de Estado en Cuba de 1952 de Fulgencio Batista y fue designado como Ministro de Educación (1952-1955). En 1954 fue elegido senador por Pinar del Río para el período 1955-1959, y en 1957 Batista lo nombró primer ministro (1957-1958).
A mediados de 1958 renunció a su cargo de primer ministro para presentarse como candidato a presidente. En ese momento el país se encontraba en plena guerra civil, y la mayor parte de los partidos consideraban que se trataba de una elecciones ilegítimas. En julio de 1958 el grupo rebelde dirigido por Fidel Castro mató a su hermano Nicolás. Las elecciones generales de Cuba de 1958 se llevaron a cabo el 3 de noviembre con una enorme abstención a causa del boicot generalizado de la mayor parte de las fuerzas políticas y guerrilleras. Las elecciones fueron fraudulentas y así ganó la presidencia. Batista organizó un refinado fraude para garantizar que Andrés Rivero, su candidato, ganara, lo cual fue escrito por el general Francisco Tabernilla Palmero, secretario de Batista, en un libro suyo publicado en 2009 en Estados Unidos.
El 17 de diciembre de 1958 el embajador estadounidense en Cuba Earl E. T. Smith visitó a Batista en su finca Kuquine, en La Habana, y le dijo que su gobierno no lo apoyaba más a él ni a un futuro gobierno de Andrés Rivero. (véase el libro "El Cuarto Piso" de Smith, embajador estadounidense en Cuba de 1957-1959).  Fulgencio Batista abandonó el país rumbo a Santo Domingo con altos funcionarios de su gobierno (incluido Andrés Rivero) en la madrugada del 1 de enero de 1959, dejando el país acéfalo. La revolución triunfante impuso como presidente a Manuel Urrutia Lleó, y el cargo de Rivero Agüero nunca fue siquiera considerado por el gobierno estadounidense.
Rivero Agüero y su familia luego viajaron de República Dominicana a Estados Unidos, donde se exilió. Murió en Miami, Florida, el 8 de noviembre de 1996.